# Зерновое (Старобешевский район)
Зерновое (укр. Зернове) — посёлок в Старобешевском районе Донецкой области Украины. Под контролем самопровозглашённой Донецкой Народной Республики.

## География
В Донецкой области имеется одноимённый населённый пункт, село Зерновое в соседнем Тельмановском районе.

#### Соседние населённые пункты по странам света
С: Каменка
СЗ: Песчаное, Коммунаровка
СВ: Старобешево
З: Стыла
В: —
ЮЗ: —
ЮВ: Кипучая Криница, Родниково
Ю: —

## Население
Население по переписи 2001 года составляло 75 человек. 2015 год — 59 человек. Главная усадьба Туник.

## Общие сведения
Почтовый индекс — 87241. Телефонный код — 6253. Код КОАТУУ — 1424586005.

## Местный совет
87242, Донецкая область, Старобешевский р-н, с. Петровское, ул. Центральная, 1а